# Odense Sankt Knuds Provsti
Odense Sankt Knuds Provsti (eller Odense Domprovsti) er et provsti i Fyens Stift. Provstiet er beliggende i Odense Kommune. Resten af kommunen dækkes af Hjallese Provsti.
Odense Sankt Knuds Provsti består af 11 sogne med 12 kirker, fordelt på 11 pastorater.

## Pastorater
| Pastorater i Odense Sankt Knuds Provsti | Pastorater i Odense Sankt Knuds Provsti | Pastorater i Odense Sankt Knuds Provsti |
| --------------------------------------- | --------------------------------------- | --------------------------------------- |
| Ansgars Pastorat                        | Bolbro Pastorat                         | Fredens Pastorat                        |
| Hans Tausens Pastorat                   | Korsløkke Pastorat                      | Munkebjerg Pastorat                     |
| Sankt Hans Pastorat                     | Sankt Knuds Pastorat                    | Thomas Kingos Pastorat                  |
| Vollsmose Pastorat                      | Vor Frue Pastorat                       |                                         |

## Sogne
| Sogne i Odense Sankt Knuds Provsti | Sogne i Odense Sankt Knuds Provsti | Sogne i Odense Sankt Knuds Provsti |
| ---------------------------------- | ---------------------------------- | ---------------------------------- |
| Ansgars Sogn                       | Bolbro Sogn                        | Fredens Sogn                       |
| Hans Tausens Sogn                  | Korsløkke Sogn                     | Munkebjerg Sogn                    |
| Sankt Hans Sogn                    | Sankt Knuds Sogn                   | Thomas Kingos Sogn                 |
| Vollsmose Sogn                     | Vor Frue Sogn                      |                                    |